# Grönlandstorsk
Grönlandstorsk (Gadus ogac) är en torskfisk som finns i nordvästra Atlanten, vid Grönlands västkust och i Saint Lawrencefloden.
Grönlandstorsken är även känd som stentorsk, ogac och uvak och är en kommersiellt fångad matfisk. Köttet är lite segare än hos atlanthavstorsken.
Färgen på fisken skiftar från gulbrun till brun och silver. Till utseendet liknar den torsken, men den är ofta större. Den kan växa till en längd på 80 centimeter.
Grönlandstorsken är en bottenfisk och lever i kustnära havsområden på upp till 200 meters djup. Dess område täcker Norra ishavet och nordvästra Atlanten från Alaska till västra Grönland, därefter söder längs den kanadensiska kusten till Saint Lawrenceviken och Kap Bretonön.
Den kan bli åtminstone tolv år gammal.
Den lever på fiskar, kräftdjur, blötdjur och havsmaskar. 